# Zhaodong
Zhaodong (肇东市S, ZhàodōngP) è una città-contea della Cina, situata nella provincia di Heilongjiang e amministrata dalla prefettura di Suihua.